# إل. فراي
إل. فراي (بالإنجليزية: L. Fry) هي صحفية أمريكية، ولدت في 16 فبراير 1882، وتوفيت في 15 يوليو 1970.